# Mika Pérez
Mika Pérez (* 5. Oktober 1999 in Altea) ist ein spanischer Motorradrennfahrer.
Er fährt 2021 in der FIM-CEV-Superstock-600-Europameisterschaft.

## Statistik

### In der FIM-CEV-Moto2-Europameisterschaft
(Stand: Großer Preis 9. Mai 2021)
| Saison | Team                | Motorrad | Rennen | Siege | Zweiter | Dritter | Poles | Schn. Runden | Punkte | Ergebnis |
| ------ | ------------------- | -------- | ------ | ----- | ------- | ------- | ----- | ------------ | ------ | -------- |
| 2021   | DAYAM77 Racing Team | Yamaha   | 3      | –     | –       | –       | –     | –            | 4      | 22.      |
| Gesamt | Gesamt              | Gesamt   | 3      | 0     | 0       | 0       | 0     | 0            | 4      |          |

### In der FIM-CEV-Superstock-600-Europameisterschaft
(Stand: Großer Preis 9. Mai 2021)
| Saison | Team                | Motorrad | Rennen | Siege | Zweiter | Dritter | Punkte | Ergebnis |
| ------ | ------------------- | -------- | ------ | ----- | ------- | ------- | ------ | -------- |
| 2021   | DAYAM77 Racing Team | Yamaha   | 3      | –     | 1       | 1       | 46     | 6.       |
| Gesamt | Gesamt              | Gesamt   | 3      | 0     | 1       | 1       | 46     |          |

### In derSupersport-300-Weltmeisterschaft
| Saison | Team                             | Hersteller | Rennen | Siege | Zweiter | Dritter | Poles | Schn. Runden | Punkte | Ergebnis |
| ------ | -------------------------------- | ---------- | ------ | ----- | ------- | ------- | ----- | ------------ | ------ | -------- |
| 2017   | WILSport Racedays                | Honda      | 8      | 2     | –       | 1       | 2     | 3            | 104    | 4.       |
| 2018   | Kawasaki ParkinGO Team           | Kawasaki   | 7      | –     | 3       | 1       | 2     | 1            | 92     | 2.       |
| 2019   | Scuderia Maranga Racing          | Kawasaki   | 6      | –     | –       | –       | 1     | –            | 10     | 26.      |
| 2019   | Carl Cox – RT Motorsports by SKM | Kawasaki   | 1      | –     | –       | –       | 1     | –            | 10     | 26.      |
| 2020   | Prodina Ircos Team WorldSSP300   | Kawasaki   | 14     | 1     | –       | 2       | –     | –            | 113    | 5.       |
| Gesamt | Gesamt                           | Gesamt     | 36     | 3     | 3       | 4       | 5     | 4            | 319    |          |